# Verbe en hongrois
Cet article se limite à la partie de la morphologie du hongrois qui se rapporte au verbe. Il traite, dans la vision de la grammaire traditionnelle, des morphèmes qui expriment les diathèses (voix), les modes, les formes nominales et les temps verbaux, ainsi que des valeurs de ces traits grammaticaux.

## Généralités
La racine de la plupart des verbes hongrois est identique à leur forme de la 3e personne du singulier du présent de l’indicatif, à la voix active, la désinence personnelle à cette forme étant ∅. Un tel verbe est, par exemple, várni « attendre », dont la racine est vár, obtenue par la suppression du suffixe de l’infinitif -ni. Un nombre restreint de verbes se caractérise par la désinence -ik à la forme personnelle mentionnée, par exemple lakik, infinitif lakni « habiter ». Ces verbes présentent certaines particularités de conjugaison.
Dans les dictionnaires en général, dans les dictionnaires bilingues en particulier, et dans les lexiques, ce n’est pas la forme d’infinitif, mais celle de la 3e personne du singulier du présent de l’indicatif qui constitue le mot-vedette dans le cas des verbes. Par conséquent, dans les dictionnaires hongrois-français et français- hongrois, à « attendre » et à « habiter », par exemple, correspondent vár et lakik, respectivement.
En hongrois, les désinences sont suffisantes pour exprimer la personne du sujet, c’est pourquoi ce dernier n’est exprimé par un mot à part que pour des raisons de précision dans le cas de la 3e personne ou de mise en relief. On dira, par exemple, Látok valamit « Je vois quelque chose » mais Én látok jobban « C’est moi qui vois mieux ».
Une particularité importante du système verbal hongrois est l’existence de deux conjugaisons, c’est-à-dire de deux séries de désinences. L’une est celle des verbes intransitifs, transitifs indirects ou transitifs directs utilisés avec un objet (correspondant en grammaire française au complément d'objet direct) indéfini (conjugaison subjective ou indéfinie), l’autre celle des verbes utilisés avec un objet défini (conjugaison objective ou définie).

## Diathèses
La classification des verbes en catégories plus ou moins correspondantes aux diathèses dans les grammaires d’autres langues n’est pas unitaire dans les grammaires du hongrois. Certains linguistes qui étudient le hongrois n’utilisent pas le terme « diathèse » (igenem en hongrois), mais groupent seulement les verbes en actifs, passifs, réfléchis, factitifs et potentiels. Par contre, d’autres l’emploient et certains d’entre eux établissent des sous-catégories des diathèses. Par exemple József Bokor traite les diathèses active, moyenne et passive, il classe les verbes actifs en actifs proprement dits, factitifs, réciproques et réfléchis, et les verbes moyens en moyens proprement dits, médio-actifs et médio-passifs.

### Diathèse active
Le verbe actif proprement dit n’a pas de morphème spécifique, il exprime simplement que c’est le sujet qui effectue lui-même l’action exprimée par le verbe. Il peut être constitué d’une racine seule (par exemple lép « marcher, faire des pas »), être formé par dérivation avec un suffixe (járkál « aller de ci-de là ») ou/et avoir un préfixe (kirohan « se précipiter dehors »).
Le verbe factitif exprime le fait que le sujet personne fait effectuer l’action par une autre personne. Du point de vue syntaxique, l’agent effectif peut être exprimé par un complément au suffixe -val/-vel, dont le sens primordial est « avec » (Jolánnal fésültette a haját « Il/Elle faisait peigner ses cheveux par Jolán ») ou par l’objet : Jolánt olvastatta egész órán « Il/Elle a fait lire Jolán tout au long du cours ». Le morphème de ces verbes leur est spécifique, étant l’un des suffixes -tat/-tet (les exemples précédents) ou -at/-et: írat « faire écrire », küldet « faire envoyer ».
Le verbe réfléchi exprime le fait que l’action part du sujet et se reflète sur lui-même. Il a des suffixes spécifiques ajoutés à des verbes actifs proprement dits, ce qui veut dire qu’on ne peut former des verbes réfléchis qu’avec ces suffixes, mais que les mêmes suffixes peuvent former d’autres types de verbes aussi :
- -kodik/-kedik/-ködik: mosakodik « se laver », fésülködik « se peigner »;
- -kozik/-kezik/-közik: borotválkozik « se raser », törülközik « s’essuyer »;
- -ózik/-őzik: nyujtózik « s’étirer », rejtőzik « se cacher »[6].

Seuls les verbes ainsi formés sont considérés comme réfléchis mais le rapport exprimé par des verbes réfléchis est également exprimé avec des verbes actifs proprement dits ayant pour objet le pronom réfléchi, s’il n’y a pas de verbe réfléchi adéquat (exemple feláldozza magát « se sacrifier »). Parfois deux constructions sont possibles avec le même verbe, pour exprimer des nuances de sens différentes : A diák felkészültnek mutatkozott « L’étudiant était apparemment préparé pour l’examen » vs A diák felkészültnek mutatta magát « L’étudiant voulait paraître préparé… », les deux phrases se traduisant littéralement « L’étudiant se montrait préparé… ».
Le verbe réciproque exprime le fait que l’action part du sujet et se reflète en même temps sur lui-même et sur quelqu’un d’autre. Ce dernier est exprimé par un complément muni du suffixe -val/-vel (Péter sakkozik a fiával « Péter joue aux échecs avec son fils ») ou fait partie d’un sujet multiple : Apa és fia tegeződnek egymással « Le père et le fils se tutoient ». Le verbe réciproque peut avoir un suffixe propre au verbe réfléchi (barátkozik « se lier d’amitié ») ou un suffixe que peuvent avoir des verbes moyens (kibékül « faire la paix »), et il y a aussi des verbes réciproques racines, par exemple küzd « lutter ».

### Diathèse passive
Il existe deux suffixes spécifiques pour le passif, -atik/-etik et -tatik/-tetik, archaïques et rares dans la langue du XXIe siècle, mais qui subsistent dans certaines constructions, d’ordinaire sans agent : Megadatott neki, hogy még egyszer lássa a tengert « Il lui a été donné de voir encore une fois la mer ». Le verbe passif avec agent exprimé est encore plus rare. Celui-ci est un complément avec la postposition által: A vers a költő által olvastatik fel « Le poème est lu par le poète ».
En hongrois actuel on utilise des périphrases qui expriment le passif sans pour autant considérer qu’il s’agit là de diathèse passive. Il y a par exemple une périphrase analogue au passif français, formée du verbe van « être » et le gérondif du verbe à sens lexical, qui a aussi la valeur du participe passé français : A levél meg van írva « La lettre est écrite ». Cette construction aussi est relativement peu fréquente et utilisée seulement sans agent exprimé.

### Diathèse moyenne
Certaines grammaires, surtout relativement anciennes, ne prennent pas en compte une diathèse moyenne mais considèrent pour partie actifs, pour partie réfléchis les verbes que d’autres incluent parmi les verbes moyens.
La diathèse moyenne se situe entre l’active et la passive. Le verbe moyen proprement-dit exprime le fait que ce qui arrive au sujet, son état, le changement de son état, sa capabilité ne dépendent pas de sa volonté, de son intention, de sa participation, mais sont le résultat d’un facteur qui lui est interne ou externe. C’est à cette catégorie qu’appartiennent tous les verbes qui ne peuvent pas avoir de sujet (alkonyodik « le soir tombe », fagy « il gèle », tavaszodik « le printemps arrive », villámlik « il y a des éclairs », etc.), ceux qui expriment l’existence ou la non-existence (van « être » au présent, lesz « être » au futur, nincs « ne pas être » au présent) et d’autres, tels fő « bouillir », nő « croître », esik « tomber », etc.
À part les verbes moyens proprement dits il y en a qui sont proches des verbes actifs, appelés médio-actifs, qui expriment une activité habituelle d’un sujet exprimant un animé, une partie d’un animé ou un inanimé : álmodik « rêver », a szív dobog « le cœur bat », az óra ketyeg « l’horloge fait tic-tac ». D’autres sont proches des passifs (médio-passifs), exprimant ce qui arrive au sujet sous l’influence d’un facteur externe non exprimé ou exprimé par un complément : a dolog majd elintéződik « la question va se régler », az ajtó (a szélben) becsukódik « la porte se ferme (à cause du vent) ».
À côté des verbes moyens racines (fő, nő etc.) il y a des verbes dérivés avec des suffixes spécifiques pour cette diathèse, mais seulement ayant pour mots bases des adjectifs et des noms [-ul/-ül, -sul/-sül, -od(ik)/-ed(ik)/-öd(ik), -sod(ik)/-sed(ik)/-söd(ik)] : némul « devenir muet », állandósul « devenir permanent », álmodik « rêver » gömbölyödik « devenir rond ». Il existe aussi des verbes moyens qui ont le suffixe -ik sans que celui-ci leur soit spécifique, puisqu’il se retrouve dans certains verbes actifs. Un tel verbe est esik « tomber ».

## Le verbe potentiel
À part les diathèses, les grammaires du hongrois prennent en compte une autre catégorie de verbes, appelés potentiels. Il se forment avec le suffixe -hat/-het à partir de verbes de n’importe quelle diathèse.
Ce type de verbe correspond tout d’abord à la construction française avec le verbe « pouvoir » ayant le sens « lui être permis » ou « avoir la possibilité » + verbe à l’infinitif : Még várhatok « Je peux encore attendre », Nem engedhetlek elmenni « Je ne peux pas te laisser partir ».
Le verbe potentiel peut aussi exprimer la probabilité ou la vraisemblance : Eshetett tegnap « Il a peut-être plu hier ».
Quand le sens du suffixe de potentiel est « avoir la possibilité », il peut être remplacé par le verbe tud ayant ce sens + infinitif : Nem mehettem be a kórházba = Nem tudtam bemenni a kórházba «Je n’ai pas pu entrer dans l’hôpital ».

## Conjugaison objective et conjugaison subjective
Les verbes transitifs directs ont deux sortes de conjugaisons : l’une à objet défini, encore appelée « conjugaison objective », l’autre à objet indéfini, encore appelée « conjugaison subjective ».

### Conjugaison objective
Cette conjugaison est utilisée lorsque le verbe a un objet déterminé de façon définie, c’est-à-dire quand il est exprimé par :
- un nom :
  - propre sans article de certaines catégories (nom de personne, de pays, de localité) : Ismeri Magyarországot « Il/Elle connaît la Hongrie » ;
  - muni de l’article défini : Várom a buszt « J’attends le bus » ;
  - précédé d’un adjectif démonstratif : Ezt a könyvet olvasom « C’est ce livre que je lis » ;
  - muni d’un suffixe possessif pour l’objet possédé : Láttam apádat az utcán « J’ai vu ton père dans la rue » ;
- un pronom :
  - le pronom personnel de la 3e personne : Őt szeretem « C’est lui/elle que j’aime » ;
  - le pronom réfléchi maga : Éva szépíti magát « Éva se fait belle » ;
  - le pronom réciproque egymás : Ismerik egymást « Ils/Elles se connaissent » ;
  - un pronom possessif : Az én tollam nem ír, add ide a tiédet « Mon stylo n’écrit pas, prête-moi le tien » ;
  - les pronoms interrogatifs melyik ? « lequel/laquelle ? », hányadik ? « le/la quantième ? » : Több tollam van ; melyiket akarod ? « J’ai plusieurs stylos ; lequel veux-tu ? » ;
  - le pronom relatif amelyik : Add azt, amelyiket ritkábban használod « Prête-moi celui que tu emploies le plus rarement » ;
  - les pronoms indéfinis az egyik « l’un(e) », a másik « l’autre », a többi « les autres », valamelyik « l’un(e) quelconque », akármelyik (synonyme bármelyik) « n’importe lequel/laquelle », semelyik « aucun(e) », mindegyik « chacun(e) », az egész « tout(e) », mind (synonyme valamennyi) « tous/toutes », ou un nom précédé des adjectifs indéfinis correspondants : Valamennyi könyvet elolvasta « Il/Elle a lu tous les livres », Mindet / Valamennyit elolvasta « Il/Elle les a tous lus », Az egész tortát megette « Il/Elle a mangé tout le gâteau », Az egészet megette « Il/Elle l’a tout mangé » ;
- un numéral ordinal ou un nom qui en est précédé : Az első lemezt meghallgatta, a másodikat kidobta « Il/Elle a écouté le premier disque et a jeté le deuxième » ;
- un verbe à l’infinitif ayant à son tour un objet déterminé : Meg akarom érteni a magyar nyelvtant « Je veux comprendre la grammaire hongroise ».

C’est également la conjugaison objective qui est appliquée au verbe régent d’une subordonnée objet (Tudom, mit érzel « Je sais ce que tu ressens ») et aux verbes mond « dire » et kérdez « demander » utilisés dans une proposition incise : Esik az eső – mondta János « Il pleut – dit János », Esik az eső ? – kérdezte János « Est-ce qu’il pleut ? – demanda János ».
Si l’objet est un pronom personnel de la 2e personne, et que le verbe soit à la 1re personne du singulier, on utilise une forme spécifique de la conjugaison objective, marquée par la désinence -lak/lek : Téged szeretlek « C’est toi que j’aime », Titeket kedveltelek elejétől fogva « C’est pour vous que j’ai eu de la sympathie dès le début ».

### Conjugaison subjective
Cette conjugaison est appliquée aux verbes qui n’ont pas d’objet exprimé ni sous-entendu, qui ont un objet indéterminé, ou qui ont un objet déterminé de façon indéfinie. Un tel objet peut être exprimé par :
- un nom :
  - sans article: Kér bort? « Voulez-vous du vin ? » ;
  - avec article indéfini: Adj egy tollat! « Prête-moi un stylo ! » ;
- un pronom :
  - les pronoms démonstratifs ilyen « comme celui/celle-ci », olyan « comme celui/celle-là », ugyanilyen « tout comme celui/celle-ci », ugyanolyan « tout comme celui/celle-là », ennyi / annyi « autant », ekkora / akkora « si grand(e) », ou un nom précédé des adjectifs démonstratifs correspondants : Ilyen ceruzát kérek « Je voudrais un crayon comme celui-ci », Ilyet kérek « J’en voudrais un comme celui-ci » ;
  - les pronoms relatifs aki « qui » personne, ami « qui » chose, amely « qui » chose, amilyen « comme », ahány « combien », amennyi « combien », amekkora « aussi grand(e) » : Az a lány, akit várok, svéd « La fille que j’attends est suédoise » ;
  - les pronoms interrogatifs ki ? « qui », mi ? « que », milyen ? « de quel genre », hány ? « combien ? », mennyi ? « combien ? », mekkora ? « de quelles dimensions ? », ou un nom précédé de ceux de ces pronoms qui peuvent être adjectifs interrogatifs : Hányat akarsz? « Combien tu en veux ? » ;
  - les pronoms indéfinis valami « quelque chose », akármi (synonyme bármi) « n’importe quoi », semmi « rien », minden « tout », valaki « quelqu’un », akárki (synonyme bárki) « n’importe qui », senki « personne », mindenki « tout le monde », valamilyen « de quelque sorte », akármilyen (synonyme bármilyen) « n’importe quelle sorte de », semmilyen « d’aucune sorte », valamennyi « quelque quantité », akármennyi (synonyme bármennyi) « n’importe quelle quantité », semennyi « aucune quantité », egy másik « un(e) autre », más « autre chose », mások « d’autres », ou un nom précédé de ceux de ces pronoms qui peuvent être adjectifs indéfinis : Vehetsz bármilyen kenyeret « Tu peux acheter n’importe quelle sorte de pain », Bármilyet vehetsz « Tu peux en acheter de n’importe quelle sorte » ;
- un numéral cardinal ou un numéral indéfini, ou bien un nom précédé d’un tel numéral : Két nyelvet tanultam, de csak egyet beszélek « J’ai étudié deux langues mais je n’en parle qu’une », Több nyelvet megtanult a börtönben « Il/Elle a appris plusieurs langues en prison » ;
- un verbe à l’infinitif ayant un objet indéfini : Szeretek zenét hallgatni « J’aime écouter de la musique ».

La conjugaison indéfinie est aussi appliquée au verbe szól « dire » dans une proposition incise : Esik az eső – szólt János « Il pleut – dit János ».
Exceptionnellement, c’est la conjugaison subjective qui est de mise dans le cas de deux types d’objet défini :
- les pronoms personnels de la 1re personne : Engem vár « C’est moi qu’il/elle attend » ;
- les pronoms personnels de la 2e personne, si le verbe est à une autre personne que la 1re : Téged szeret « C’est toi qu’il/elle aime ».

Si un verbe a plusieurs objets, dont certains sont définis et d’autres indéfinis, on applique la conjugaison demandée par le dernier objet : A férjem csak a kedvenc lemezeit és egy számítógépet vitt magával « Mon mari n’a emporté que ses disques préférés et un ordinateur ». Dans cet exemple, le dernier objet est egy számítógépet, indéfini, par conséquent le verbe vitt est à la conjugaison subjective.

## Modes, formes nominales et temps
Les grammaires du hongrois prennent en compte les modes indicatif (avec les temps présent, passé et futur), conditionnel (présent et passé) et impératif, ainsi que ce qu’elles appellent formes nominales du verbe : l’infinitif, le participe (présent, passé et futur) et le gérondif.

### L’indicatif

#### Présent
Les désinences à ce temps sont :
| Nombre    | Personne | Conjugaison subjective | Conjugaison subjective | Conjugaison objective |
| Nombre    | Personne | sans -ik               | avec -ik               | Conjugaison objective |
| --------- | -------- | ---------------------- | ---------------------- | --------------------- |
| Singulier | 1re      | -k                     | -m                     | -m                    |
| Singulier | 2e       | -sz ou -l              | -sz ou -l              | -d                    |
| Singulier | 3e       | ∅                      | -ik                    | -ja ou -i             |
| Pluriel   | 1re      | -nk                    | -nk                    | -juk ou -jük          |
| Pluriel   | 2e       | -tok, -tek ou -tök     | -tok, -tek ou -tök     | -játok ou -itek       |
| Pluriel   | 3e       | -nak ou -nek           | -nak ou -nek           | -ják ou -ik           |

L’existence des variantes contenant des voyelles est due à la nécessité de respecter l’harmonie vocalique avec la racine.
Les racines terminées en consonne peuvent nécessiter l’emploi d’une voyelle de liaison avec les désinences, choisie toujours en fonction des règles de l’harmonie vocalique. Ces voyelles (en rouge) sont rendues dans le tableau ci-dessous, à l’aide d’exemples.
| Nombre    | Personne | Conjugaison subjective                                        | Conjugaison subjective                                              | Conjugaison objective |
| Nombre    | Personne | sans -ik                                                      | avec -ik                                                            | Conjugaison objective |
| --------- | -------- | ------------------------------------------------------------- | ------------------------------------------------------------------- | --------------------- |
| Singulier | 1re      | várok « j’attends » szeretek « j’aime » öntök « je verse »    | alszom « je dors » eszem « je mange » öltözöm « je m’habille »      | várom szeretem öntöm  |
| Singulier | 2e       | vársz mondasz « tu dis » öntesz                               | álmodsz « tu rêves » ugrasz « tu sautes » fürdesz « tu te baignes » | várod hiszed öntöd    |
| Singulier | 2e       | mosol « tu laves » hiszel « tu crois » főzöl « tu cuisines »  | alszol eszel öltözöl                                                | várod hiszed öntöd    |
| Singulier | 3e       | vár                                                           | alszik                                                              | várja önti            |
| Pluriel   | 1re      | várunk öntünk                                                 | alszunk eszünk                                                      | várjuk öntjük         |
| Pluriel   | 2e       | vártok szerettek közöltök « vous communiquez »                | álmodtok esztek öltöztök                                            | várjátok öntitek      |
| Pluriel   | 2e       | bontotok « vous défaites » értetek « vous comprenez » öntötök | tetszetek « vous plaisez »                                          | várjátok öntitek      |
| Pluriel   | 3e       | várnak szeretnek                                              | isznak « ils/elles boivent » esznek                                 | várják szeretik       |
| Pluriel   | 3e       | bontanak értenek                                              | alszanak fürdenek                                                   | várják szeretik       |

Remarques :
1. À la 2e personne du singulier, il y a deux désinences : -l pour les racines aux consonnes finales s, sz, z ou dz, et -sz pour les autres racines.
2. Dans le cas des racines terminées en s, sz et z, ces consonnes assimilent la consonne j des désinences de la conjugaison objective : olvassa « il/elle le/la/les lit », tesszük « nous le/la/les mettons », magyarázzátok « vous l’/les expliquez ».
3. Tous les verbes en -ik ne prennent pas la désinence -m à la 1re personne du singulier : bújok « je me cache », megjelenek « j’apparais », válok « je deviens », etc.

#### Passé
En hongrois actuel, il n’y a plus qu’un seul temps passé. Les nuances exprimées en français par les divers temps passés sont rendues en hongrois par des préfixes verbaux et par le contexte.
Le passé est marqué par le suffixe t (avec la variante tt) qui précède les désinences.
| Nombre    | Personne | Conjugaison subjective | Conjugaison objective |
| --------- | -------- | ---------------------- | --------------------- |
| Singulier | 1re      | -m                     | -m                    |
| Singulier | 2e       | -l                     | -d                    |
| Singulier | 3e       | ∅                      | -a ou -e              |
| Pluriel   | 1re      | -nk                    | -uk ou -ük            |
| Pluriel   | 2e       | -tok ou -tek           | -átok ou -étek        |
| Pluriel   | 3e       | -k                     | -ák ou -ék            |

Exemples avec des voyelles de liaison :
| Nombre    | Personne | Conjugaison subjective                                                                     | Conjugaison objective                                    |
| --------- | -------- | ------------------------------------------------------------------------------------------ | -------------------------------------------------------- |
| Singulier | 1re      | vártam « j’ai attendu » képzeltem « je me suis imaginé »                                   | vártam « j’ai attendu » képzeltem « je me suis imaginé » |
| Singulier | 2e       | vártál képzeltél                                                                           | vártad képzelted                                         |
| Singulier | 3e       | várt dobott « il/elle a jeté » keresett « il/elle a cherché » küldött « il/elle a envoyé » | várta kereste                                            |
| Pluriel   | 1re      | vártunk küldtünk                                                                           | vártuk küldtük                                           |
| Pluriel   | 2e       | vártatok küldtetek                                                                         | vártátok küldtétek                                       |
| Pluriel   | 3e       | vártak küldtek                                                                             | várták küldték                                           |

#### Futur
Le plus souvent, le futur n’est pas exprimé par la forme proprement-dite de futur, mais par l’indicatif présent associé à un adverbe de temps qui exprime le futur : Holnap levelet írok « Demain, j’écris une lettre », Jövőre elveszlek feleségül « L’année prochaine je t’épouse ».
Néanmoins un futur existe. C’est un temps composé de l’indicatif présent du verbe auxiliaire fog et de l’infinitif du verbe lexical, qui peut précéder ou suivre l’auxiliaire :
| Nombre    | Personne | Conjugaison subjective | Conjugaison objective                                               |
| --------- | -------- | ---------------------- | ------------------------------------------------------------------- |
| Singulier | 1re      | keresni fogok          | keresni fogom « je chercherai » keresni foglak « je te chercherai » |
| Singulier | 2e       | keresni fogsz          | keresni fogod                                                       |
| Singulier | 3e       | keresni fog            | keresni fogja                                                       |
| Pluriel   | 1re      | keresni fogunk         | keresni fogjuk                                                      |
| Pluriel   | 2e       | keresni fogtok         | keresni fogjátok                                                    |
| Pluriel   | 3e       | keresni fognak         | keresni fogják                                                      |

Exemples en phrases : Keresni fog engem az igazgató « Le directeur me cherchera », Remélem, hogy nem fog keresni engem az igazgató « J’espère que le directeur ne me cherchera pas ».
Aussi bien avec l’indicatif présent qu’avec le futur, on peut utiliser l’adverbe majd « plus tard ; bientôt » : Majd írok neked / Majd írni fogok neked « Je vais t’écrire ». Majd est obligatoire et l’auxiliaire fog à omettre lorsque le verbe est subordonné à un verbe modal ou qu’il est muni du suffixe potentiel -hat/-het :
Itt lehet majd a házat felépíteni « C’est là qu’on pourra construire la maison » ;
A vacsora után majd el kell mosogatni « Après le dîner, il faudra faire la vaisselle » ;
Majd látni akarom, mit rajzoltatok « Je voudrai voir ce que vous aurez dessiné » ;
Majd szombat este táncolhatsz « Samedi soir, tu pourras danser ».

### Le conditionnel

#### Présent
La marque du conditionnel présent est le suffixe -na/-ne/-ná/-né, et les désinences à cette forme verbale sont :
| Nombre    | Personne | Conjugaison subjective | Conjugaison objective |
| --------- | -------- | ---------------------- | --------------------- |
| Singulier | 1re      | -k                     | -m                    |
| Singulier | 2e       | -l                     | -d                    |
| Singulier | 3e       | ∅                      | ∅                     |
| Pluriel   | 1re      | -nk                    | -nk                   |
| Pluriel   | 2e       | -tok ou -tek           | -tok ou -tek          |
| Pluriel   | 3e       | -nak ou -nek           | -k                    |

Exemples avec les voyelles de liaison utilisées au conditionnel présent :
| Nombre    | Personne | Conjugaison subjective                                                                              | Conjugaison objective                      |
| --------- | -------- | --------------------------------------------------------------------------------------------------- | ------------------------------------------ |
| Singulier | 1re      | várnék « j’attendrais » mondanék « je dirais » képzelnék « j’imaginerais » küldenék « j’enverrais » | várnám mondanám képzelném küldeném         |
| Singulier | 2e       | várnál mondanál képzelnél küldenél                                                                  | várnád mondanád képzelnéd küldenéd         |
| Singulier | 3e       | várna mondana képzelne küldene                                                                      | várná mondaná képzelné küldené             |
| Pluriel   | 1re      | várnánk mondanánk képzelnénk küldenénk                                                              | várnánk mondanánk képzelnénk küldenénk     |
| Pluriel   | 2e       | várnátok mondanátok képzelnétek küldenétek                                                          | várnátok mondanátok képzelnétek küldenétek |
| Pluriel   | 3e       | várnának mondanának képzelnének küldenének                                                          | várnák mondanák képzelnék küldenék         |

Remarques :
1. À la 1re personne du singulier, conjugaison subjective, la marque du conditionnel ne respecte pas la règle de l’harmonie vocalique, étant la même quelles que soient les voyelles de la racine.
2. À la 1re et à la 2e personnes du pluriel, les formes des deux conjugaisons sont identiques.
3. Il y a une voyelle de liaison entre la racine et la marque du conditionnel, en général dans le cas des verbes dont la racine se termine en deux consonnes (mond « dire », küld « envoyer », ugrik « sauter ») et dans celui des racines terminées en voyelle longue suivie de t : tanít « enseigner », segít « aider ».

#### Passé
Le conditionnel passé est composé du verbe auxiliaire van « être » au conditionnel présent (la forme invariable volna) et l’indicatif passé du verbe lexical :
| Nombre    | Personne | Conjugaison subjective         | Conjugaison objective          |
| --------- | -------- | ------------------------------ | ------------------------------ |
| Singulier | 1re      | olvastam volna « j’aurais lu » | olvastam volna « j’aurais lu » |
| Singulier | 2e       | olvastál volna                 | olvastad volna                 |
| Singulier | 3e       | olvasott volna                 | olvasta volna                  |
| Pluriel   | 1re      | olvastunk volna                | olvastuk volna                 |
| Pluriel   | 2e       | olvastatok volna               | olvastátok volna               |
| Pluriel   | 3e       | olvastak volna                 | olvasták volna                 |

#### Les valeurs du conditionnel
Une partie des valeurs du conditionnel sont les mêmes en hongrois et en français. Ce mode peut exprimer :
- une action dont la réalisation dépend d’une condition : Ha gazdag lennék, házat vennék « Si j’étais riche, j’achèterais une maison » ;
- un souhait : Innék egy sört « Je prendrais bien une bière » ;
- une demande atténuée : Egy jegyet kérnék « Je voudrais un billet » ;
- un doute : Hogy Mari beteg lett volna ? Nem hiszem « Mari aurait été malade ? Je ne le crois pas ».

D’autres valeurs sont exprimés par le conditionnel en hongrois, mais par d’autres modes en français :
- la condition dont dépend la réalisation d’une action : Ha gazdag lennék, házat vennék « Si j’étais riche, j’achèterais une maison » (indicatif en français) ;
- Ahelyett, hogy dolgozna, egész nap szórakozik « Au lieu de travailler, il s’amuse toute la journée » (infinitif en français) ;
- Távozott anélkül, hogy elköszönt volna « Il/Elle est parti(e) sans prendre congé » (infinitif en français, si le verbe a le même sujet que le verbe auquel il est subordonné) ;
- Távozott anélkül, hogy a főnöke megengedte volna « Il/Elle est parti(e) sans que son chef le lui ait permis » (subjonctif en français, si le verbe a son propre sujet).

### L’impératif
La marque de ce mode est le suffixe j, les désinences étant :
| Nombre    | Personne | Conjugaison subjective | Conjugaison objective |
| --------- | -------- | ---------------------- | --------------------- |
| Singulier | 1re      | -k                     | -m                    |
| Singulier | 2e       | -l ou ∅                | -d                    |
| Singulier | 3e       | -n                     | -a ou -e              |
| Pluriel   | 1re      | -nk                    | -uk ou -ük            |
| Pluriel   | 2e       | -tok ou -tek           | -átok ou -étek        |
| Pluriel   | 3e       | -nak ou -nek           | -k                    |

Les voyelles de liaison utilisées à l’impératif (en rouge) :
| Nombre    | Personne | Conjugaison subjective                            | Conjugaison objective |
| --------- | -------- | ------------------------------------------------- | --------------------- |
| Singulier | 1re      | várjak « que j’attende » küldjek « que j’envoie » | várjam küldjem        |
| Singulier | 2e       | várj(ál) küldj(él)                                | vár(ja)d küld(je)d    |
| Singulier | 3e       | várjon küldjön                                    | várja küldje          |
| Pluriel   | 1re      | várjunk küldjünk                                  | várjuk küldjük        |
| Pluriel   | 2e       | várjatok küldjetek                                | várjátok küldjétek    |
| Pluriel   | 3e       | várjanak küldjenek                                | várják küldjék        |

Remarques :
- Dans les grammaires du hongrois, on considère que l’impératif a des désinences pour chaque personne, par conséquent il correspond aussi bien à l’impératif qu’au subjonctif français.
- À la 2e personne du singulier il y a deux formes, une longue et une brève. La brève exprime un ordre plus catégorique que la longue.
- Entre la dernière consonne de la racine et la marque de l’impératif j il y a souvent assimilation, selon les règles suivantes :
  - Si la dernière consonne de la racine est s, sz, z ou dz, celle-ci assimile totalement la marque j : keres « chercher » → keressek « que je cherche », úszik « nager » → ússzál « nage !, que tu nages », néz « regarder » → nézzen « qu’il/elle regarde », edz « s’entraîner » → eddzünk « entraînons-nous !, que nous nous entraînions ».
  - Si la racine se termine en t
    - précédé d’une voyelle brève, alors t + j → ss : mutat « montrer » → mutassatok « montrez !, que vous montriez », vezet « conduire » → vezessenek « qu’ils/elles conduisent » ;
    - précédé de s ou sz, alors st + j → ss (fest « peindre » → fessen « qu’il/elle peigne »), respectivement szt + j → ssz : oszt « diviser » → osszunk « divisons !, que nous divisions ».

Outre ces assimilations rendues par écrit, il y en a aussi qui se manifestent seulement à l’oral: l + j → [jː] (öl « tuer » → öljetek « tuez !, que vous tuiez »), n + j → [ɲː] (ken « enduire » → kenjenek « qu’ils/elles enduisent »), gy + j → [ɟː] (vágyik « languir » → vágyjon « qu’il/elle languisse »), d + j → [ɟː] (ad « donner » → adj « donne !, que tu donnes »).

### Les formes nominales du verbe

#### L’infinitif
La marque de l’infinitif est le suffixe -ni, ajouté à la racine du verbe : beszél → beszélni « parler », akar → akarni « vouloir », esik → esni « tomber ». Si la racine se termine en deux consonnes ou en voyelle longue + t, la marque de l’infinitif s’ajoute à l’aide d’une voyelle de liaison : hall → hallani « entendre », dönt → dönteni « décider », állít → állítani « affirmer », hűt → hűteni « refroidir » (transitif).
L’infinitif exprime en général, comme en français, une action subordonnée à un verbe impersonnel ou effectuée par le même sujet que celle du verbe régent, bien que l’action subordonnée puisse aussi être exprimée dans ce cas par l’impératif (voir La subordonnée de but. Si l’infinitif a la fonction de sujet, il y a deux situations possibles :
- Le verbe est utilisé dans un sens général, donc le sujet n’est pas une personne déterminée. Dans ce cas, on utilise la forme de l’infinitif telle quelle : Felesleges tiltakozni « Inutile de protester ».

- Si le sujet de l’infinitif est une personne déterminée, alors l’infinitif reçoit d’ordinaire un suffixe possessif, le même qu’on utilise pour l’objet possédé : Felesleges tiltakoznod, cette forme correspondant au subjonctif français : « Inutile que tu protestes ». À la 1re et à la 2e personnes du singulier et du pluriel, le suffixe possessif s’ajoute à la marque de l’infinitif sans i, et à la 3e personne du singulier et du pluriel – à la marque entière, à l’aide d’une voyelle de liaison :

| Nombre    | Personne | Exemples                                                                      |
| --------- | -------- | ----------------------------------------------------------------------------- |
| Singulier | 1re      | tudnom « que je sache », néznem « que je regarde », főznöm « que je cuisine » |
| Singulier | 2e       | tudnod, nézned, főznöd                                                        |
| Singulier | 3e       | tudnia, néznie, főznie                                                        |
| Pluriel   | 1re      | tudnunk, néznünk, főznünk                                                     |
| Pluriel   | 2e       | tudnotok, néznetek, főznetek                                                  |
| Pluriel   | 3e       | tudniuk, nézniük, főzniük                                                     |

L’infinitif a quelques valeurs spéciales :
- valeur de potentiel : Innen látni a hegyeket « D’ici on peut voir les montagnes », Érezni a tavasz közeledtét « On sent l’approche du printemps » ;
- valeur d’impératif : Nyisd ki ! « Ouvre ! » Nyissátok ki ! « Ouvrez ! » (tutoiement au pluriel), Nyissa ki ! « Ouvrez ! » (vouvoiement au singulier) et Nyissák ki ! « Ouvrez ! » (vouvoiement au pluriel) peuvent être remplacés par Kinyitni !, ce qui constitue un ordre plus catégorique.
- L’infinitif sert aussi à accentuer l’idée exprimée par le même verbe, avec une nuance concessive : Olvasni olvas, de nem érti a szöveget « Pour lire il/elle lit, mais ne comprend pas le texte ».

#### Le participe

##### Présent
Ce temps du participe se forme en ajoutant le suffixe -ó/-ő à la racine du verbe : olvasó « lisant », néző « regardant ».
Les racines de certains verbes s’abrègent au participe présent : mosolyog « sourire » → mosolygó « souriant », érdemel « mériter » → érdemlő « méritant ».
La principale irrégularité dans la formation du participe présent est le remplacement de la consonne finale de la racine de certains verbes par v : jön « venir » → jövő « venant », iszik « boire » → ivó « buvant ».
Les valeurs du participe présent :
- Lorsqu’il a une valeur verbale, le participe présent correspond plutôt à la construction française « qui » + une forme temporelle de l’indicatif à la 3e personne, qu’au participe présent français : Látod azt a zenét hallgató fiút ? « Tu vois ce garçon-là qui écoute de la musique ? »
- La forme du participe présent de la plupart des verbes est aussi utilisée comme nom d’agent (Kedves hallgatóim! « Chers auditeurs ! ») ou comme adjectif : Szórakoztató könyvet olvasok « Je lis un livre amusant ».
- Le participe présent des verbes potentiels a une valeur adjectivale : várhat « pouvoir attendre » → várható « prévisible » : a várható időjárás « le temps probable ».

##### Passé
La forme de ce temps du participe est la même que celle de l’indicatif passé, 3e personne du singulier, ayant une valeur adjectivale : a múlt században épített templom « l’église construite au siècle passé ».

##### Futur
Ce temps se forme à partir de la racine du verbe, avec le suffixe -andó/-endő, il a une valeur adjectivale et exprime une action qu’il est nécessaire ou obligatoire d’effectuer : alkalmazandó szabályok « règles à appliquer », követendő példa « exemple à suivre », Használat előtt felrázandó « Secouer avant emploi ».
Généralement, on peut mettre au participe futur les verbes transitifs directs, mais certains verbes intransitifs peuvent également prendre cette forme : marad « rester » → maradandó « durable », romlik « se gâter » → romlandó « périssable ».

#### Le gérondif
Le gérondif est formé avec le suffixe -va /-ve : mosolyogva « en souriant », érezve « en ressentant ».
En général, le gérondif des verbes intransitifs a un sens actif : Ülve dolgozik « Il/Elle travaille assis(e) ». Celui des transitifs directs peut être actif (A hírt olvasva felkiáltott « En lisant la nouvelle, il/elle s’écria ») ou passif : Megsózva kéred a sültkrumplit ? « Tu veux les frites salées ? »
La construction du gérondif avec le verbe van « être » correspond à la construction passive française sans complément d’agent : A kérdés meg van oldva « La question est réglée ».

### Quelques verbes irréguliers
van « être »
Indicatif présent : vagyok, vagy, van, vagyunk, vagytok, vannak
passé : voltam, etc.
futur : leszek, leszel, lesz, leszünk, lesztek, lesznek
Conditionnel présent : volnék, volnál, etc. sau lennék, lennél, etc.
passé : lettem volna, etc.
Impératif : legyek, legyél / légy, etc.
Infinitif : lenni
Participe présent : való ou levő
futur : leendő
Gérondif : lévén
Remarques :
1. Le paradigme de ce verbe contient des formes supplétives. Il est constitué des formes de deux verbes : van et lesz qui constituent des synonymes au conditionnel présent. Au participe présent, les deux formes ne sont pas interchangeables : való a plutôt une valeur adjectivale (kenyérnek való liszt « de la farine à pain »), et levő – une valeur verbale : a szobában levő szekrény « l’armoire qui est dans la chambre ».
2. Le verbe lesz a aussi le sens « devenir ». Son passé n’est utilisé qu’avec ce sens : lettem, lettél, etc.
3. Les formes de la troisième personne ne se mettent pas au négatif avec nem, comme les autres verbes. Au lieu de cela, on emploie le verbe défectif nincs(en) « il/elle n’est pas, il n’y a pas », nincsenek « ils/elles ne sont pas, il n’y a pas ».
4. Leszek, etc. étant des formes de futur par elles-mêmes, le verbe van/lesz est le seul qui n’a pas de futur composé.
5. Ce verbe est le seul à être utilisé exclusivement avec un suffixe archaïque de gérondif, -ván/-vén.

megy « aller »
Indicatif présent : megyek, mész, megy, megyünk, mentek, mennek
passé : mentem, etc.
Conditionnel présent : mennék, mennél, etc
Impératif : menjek, etc.
Infinitif : menni
Participe présent : menő
Gérondif : menve
jön « venir »
Indicatif présent : jövök, jössz, jön, jövünk, jöttök, jönnek
passé : jöttem, etc.
Conditionnel présent : jönnék, jönnél, etc.
Impératif : jöjjek, jöjj / gyere, jöjjön, jöjjünk / gyerünk, jöjjetek / gyertek, jöjjenek
Infinitif : jönni
Participe présent : jövő
Gérondif : jőve
Remarque : La forme jöjj est du registre de langue soutenu. Dans le langage courant on lui préfère gyere.
Autres verbes irréguliers :
| Mode/Forme nominale et temps | tesz « mettre ; faire »     | vesz « prendre ; acheter »  | hisz « croire »          | visz « porter »      | eszik « manger »   | iszik « boire »    | alszik « dormir »        | fekszik « être couché(e) » |
| ---------------------------- | --------------------------- | --------------------------- | ------------------------ | -------------------- | ------------------ | ------------------ | ------------------------ | -------------------------- |
| Indicatif passé              | tettem, etc.                | vettem, etc.                | hittem, etc.             | vittem, etc.         | ettem, etc.        | ittam, etc.        | aludtam, etc.            | feküdtem, etc.             |
| Conditionnel présent         | tennék, tennél, etc.        | vennék, vennél, etc.        | hinnék, hinnél, etc.     | vinnék, vinnél, etc. | ennék, ennél, etc. | innék, innál, etc. | aludnék, aludnál, etc.   | feküdnék, feküdnél, etc.   |
| Impératif                    | tegyek, tegyél / tégy, etc. | vegyek, vegyél / végy, etc. | higgyek, higgy(él), etc. | vigyek, vigyél, etc. | egyek, egyél, etc. | igyak, igyál, etc. | aludjak, aludj(ál), etc. | feküdjek, feküdj(él), etc. |
| Infinitif                    | tenni                       | venni                       | hinni                    | vinni                | enni               | inni               | aludni                   | feküdni                    |
| Participe présent            | tevő                        | vevő                        | hívő                     | vivő                 | evő                | ivó                | alvó                     | fekvő                      |
| Gérondif                     | téve                        | véve                        | híve                     | víve                 | –                  | –                  | alva                     | fekve                      |

## Sources bibliographiques
- (hu) Bokor, József, « Szófajtan » [« Parties du discours »], A. Jászó, Anna (dir.), A magyar nyelv könyve [« Le livre de la langue hongroise »], 8e édition, Budapest, Trezor, 2007,  (ISBN 978-963-8144-19-5), pp. 197–253 (consulté le 7 février 2017)
- (hu) Erdős, József (dir.), Küszöbszint. Magyar mint idegen nyelv [« Un niveau-seuil. Hongrois langue étrangère » (consulté le 7 février 2017)
- (hu) Forgács, Tamás, « Néhány megjegyzés a magyar igenemek kérdéséhez » [« Quelques remarques concernant la question des diathèses en hongrois », Magyar Nyelv, 94e année, no 3, 1998, pp. 301–312 (consulté le 7 février 2017)
- Lelkes, István, Manuel de hongrois, Budapest, Tankönykiadó, 1979  (ISBN 963-17-4426-4)
- (hu) Mohai V., Lajos et Szendrő, Borbála, 250 magyar ige ragozása [« Conjugaison de 250 verbes hongrois »], Budapest, Szültan nyelvkönyvkiadó, 1997  (ISBN 963-8373-156)
- (hu) Nagy, Kálmán, Kis magyar nyelvtankönyv [« Petite grammaire du hongrois »], Bucarest, Kriterion, 1980
- Szende, Thomas et Kassai, Georges, Grammaire fondamentale du hongrois, Paris, Langues & Mondes – L’Asiathèque, 2001  (ISBN 2-911053-61-3)
- (hu) Szili, Katalin, « Valahol a passzívum és a mediálisok között… » [« Quelque part entre le passif et les verbes moyens… »], Magyar Nyelvőr, n° 3, 1999  (ISSN 1585-4515) (consulté le 7 février 2017)